# Матиященко, Александр Иванович
Александр Иванович Матиященко (25 февраля 1911 — 2 июля 1983) — гвардии сержант Красной армии, участник Великой Отечественной войны и полный кавалер ордена Славы.

## Биография
Александр Иванович Матиященко родился 25 февраля 1911 года в селе Овидиополь (ныне Одесская область, Украина) в семье крестьян. По национальности был украинцем. Окончил 2 класса школы, после чего был грузчиком в конторе «Заготзерно».
В рядах Красной армии с 16 апреля 1944 года, в боях Великой Отечественной войны начал участвовать с 8 мая (по другим данным с апреля) того же года. Александр Матиященко служил в составе войск 3-го Украинского и 1-го Белорусского фронтов и участвовал в следующих наступательных операциях: Люблин-Брестской, Варшавско-Познанской, Восточно-Померанской и Берлинской. Во время войны получил два ранения.
18 июля 1944 года после начала Люблин-Брестской наступательной операции 140-й гвардейский полк (в котором служил Александр Иванович) прорвал вражескую оборону близ села Ольшанка (ныне Шацкий район, Волынская область, Украина). Командир отделения Матиященко был одним из первых ворвавшихся в траншею занятую противником и во время боя уничтожил 4 вражеских солдат. Во время последующих боев за город Любомль (та же область Украины) он уничтожил трёх солдат немецкой армии. Во время боя за Ольшанку получил ранение, но не покинул поле боя. Приказом по частям 47-й гвардейской стрелковой дивизии младший сержант Александр Иванович Матиященко был награждён орденом Славы 3-й степени.
16 января 1945 года после начала Варшавско-Познанской наступательной операции во время отбития вражеской контратаки близ села Закшув (ныне Радомский повят, Мазовецкое воеводство, Польша) отделение по командованием Александра Матиященко умело обороняло занимаемую им позицию, ими было уничтожено 26 немецких солдат, десятерых из них Александр Иванович уничтожил лично. Приказом по войскам 8-й гвардейской армии от 31 января 1945 года гвардии сержант Александр Иванович Матиященко был награждён орденом Славы 2-й степени.
Принял участие в форсировании Одера и захвате плацдарма. 2 февраля 1945 года во время боя за расширения плацдарма близ населенного пункта Требуша (Германия)  отделение которым командовал Александр Иванович уничтожило две вражеские огневые точки и более взвода вражеской пехоты, по другим сведениям было уничтожено более 10 немецких солдат и подавленно две вражеские пулеметные точки . В этом бою Матиященко лично уничтожил 17 солдат противника. Указом Президиума Верховного Совета СССР от 31 мая 1945 года Александр Иванович Матиященко был награждён орденом Славы 1-й степени, став полным кавалером ордена Славы.
Александр Иванович демобилизовался в июле 1945 года и вернулся в село Овидиополь, где трудился охранником в заготовительной конторе. Александр Иванович Матиященко скончался 2 июля 1983 года.

## Награды
Александр Иванович Матиященко был награждён следующими наградами:
- Орден Славы 1-й степени (31 мая 1945 — № 1377)[3];
- Орден Славы 2-й степени (31 января 1945 — № 5093)[4];
- Орден Славы 3-й степени (16 августа 1944 — № 173933)[5];
- так же ряд медалей.

## Комментарии
1. ↑  Так же встречаются следующие варианты написание фамилии:  Матьященко и Матияшенко[1].